# NetStumbler
NetStumbler (aussi connu sous le nom Network Stumbler) est un logiciel pour Windows qui permet la détection de réseaux Wi-Fi 802.11b, 802.11a et 802.11g. Il était conçu pour fonctionner avec Windows 2000 et Windows XP. 
Il n'est plus développé depuis 2004.

## Alternatives
- InSSIDer pour Windows.
- Kismet ou LinSSID pour Linux, FreeBSD, NetBSD, OpenBSD, et Mac OS X
- KisMAC pour Mac OS X
- Vistumbler pour Windows Vista, Windows 7 et Windows 8